# شهرستان مک‌کینلی
شهرستان مک‌کینلی (به انگلیسی: McKinley County, New Mexico) یک سکونتگاه مسکونی در ایالات متحده آمریکا است که در نیومکزیکو واقع شده‌است.

## خصوصیات
شهرستان مک‌کینلی ۱۴٬۱۲۸٫۴۶ کیلومترمربع مساحت دارد.